# 池頭夫人

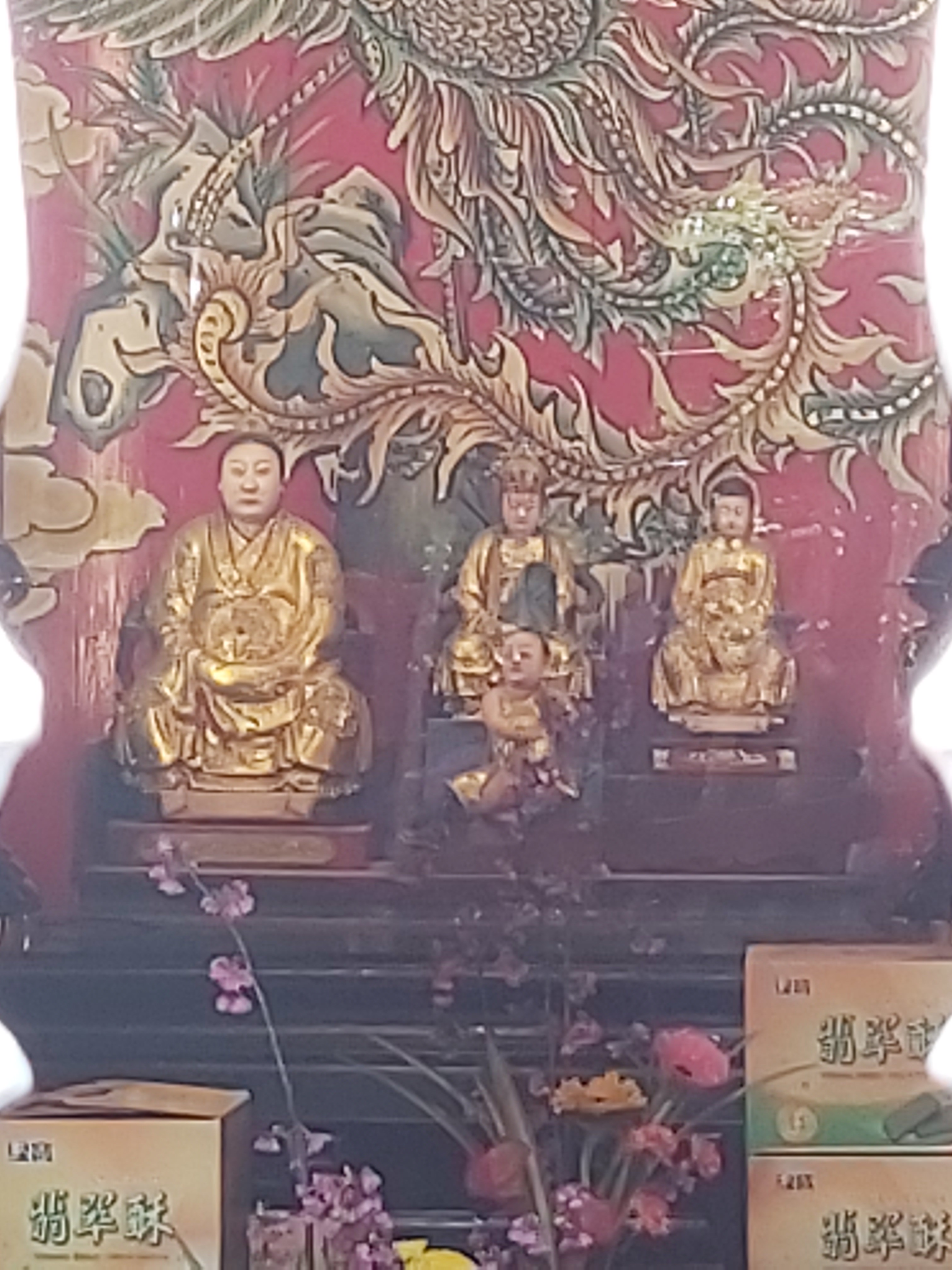
艋舺龍山寺後殿供奉的池頭夫人（中）、大肚夫人（左）、朱夫人（右）神像。

池頭夫人為艋舺龍山寺和大龍峒保安宮供奉的特有神祇，其緣由與龍山寺歷史以及台灣清治時期艋舺地區發生的漳泉械鬥或頂下郊拚有密切關聯。該神祇多配祀於註生娘娘、地藏王或城隍廟身側。

## 典故
根據廟方簡介所述，清咸豐四年（西元1854年）時七月，相傳械鬥當時漳州移民欲於夜間襲擊泉州移民，被該寺祈願池邊的某一乘涼孕婦發現，該名孕婦遭漳州人殺害滅口，驚動了泉州人，反而使泉州移民得以作足應戰準備，最終順利保住家園莊稼。由於該名孕婦於械鬥中犧牲，主導艋舺龍山寺和大龍峒保安宮廟務的泉州移民為感念其德，而於後殿立像祀奉，尊其神號曰「池頭夫人」，為庇佑婦女生育平安的神祇。
另一說法見於《玉曆寶鈔》，其中記載池頭夫人是酆都大帝麾下掌管「血池地獄」的神祇，因此死於難產的孕婦遺屬也會祭祀池頭夫人，以求死去親屬免於血池受苦。